# Фламинго-роуд
Фламинго-роуд (англ. Flamingo Road) — американская прайм-тайм мыльная опера, выходившая в эфир на NBC с 12 мая 1980 по 4 мая 1982 года. Сериал был основан на одноименном фильме 1949 года с Джоан Кроуфорд в главной роли. Премьера состоялась 12 мая 1980 года в виде телефильма.
Flamingo Road был создан как ответ популярным в то время вечерним мыльным операм канала CBS, таким как «Даллас», «Тихая пристань» и «Фэлкон Крест». Хотя шоу достигло сравнительно большой популярности в своем первом сезоне, в начале 1982 года его рейтинги потерпели значительный спад из-за конкуренции с хитом канала ABC, сериалом «Супруги Харт». В конечном счете NBC пришлось закрыть шоу весной того же года. В 1982 году Морган Фэйрчайлд была номинирована на премию «Золотой глобус» за свою роль в сериале.
«E! Entertainment» поместил персонаж актрисы Морган Фэйрчайлд — Констанс, на 16 место в списке «Пятидесяти самых злых женщин в прайм-тайм».